# Emanuele d'Orléans
Emanuele d'Orléans (in francese Philippe Emmanuel Maximilien Marie Eudes d'Orléans; Merano, 18 gennaio 1872 – Cannes, 1º febbraio 1931) fu un appartenente alla casa francese d'Orléans che si fregiava dei titoli di ottavo duca di Vendôme e di duca d'Alençon.
Per matrimonio con Enrichetta del Belgio divenne membro della famiglia reale di tale Paese.

## Biografia

### Infanzia

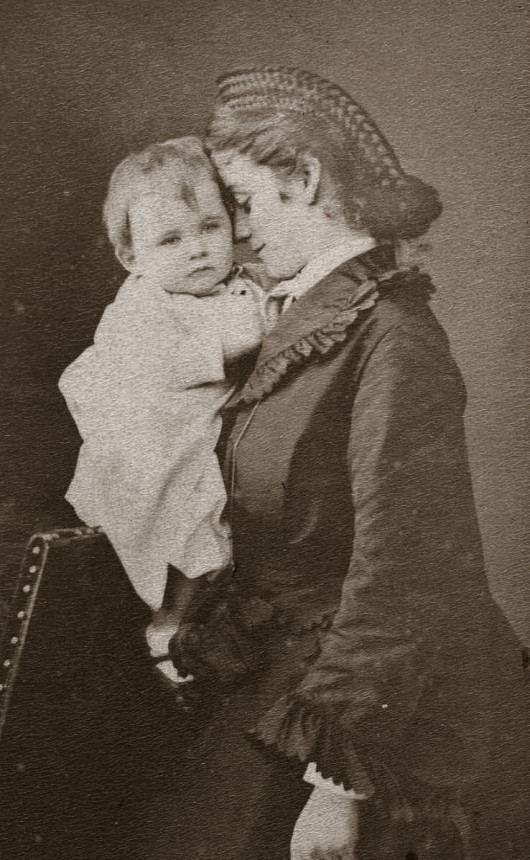
Sofia Carlotta di Baviera col figlio Emanuele in tenera età

Emanuele era figlio di Ferdinando d'Orléans e di Sofia Carlotta di Baviera, sorella minore di Elisabetta d'Austria detta "Sissi" e della regina Sofia di Napoli.
I suoi nonni paterni erano Luigi d'Orléans, duca di Nemours, e la principessa Vittoria di Sassonia-Coburgo-Kohary; quelli materni Massimiliano, duca in Baviera e la principessa Ludovica di Baviera.

### Matrimonio

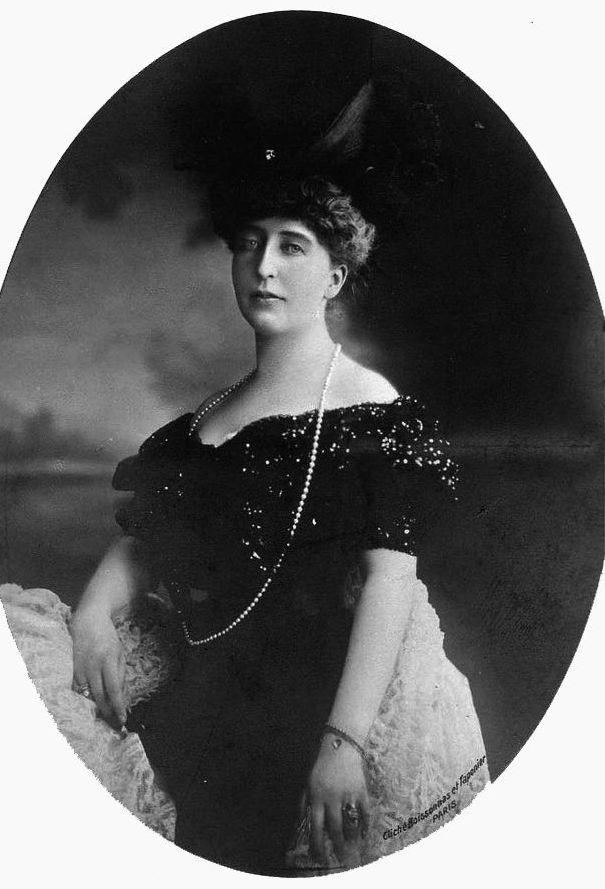
S.A.R. la Principessa Enrichetta del Belgio, duchessa di Vendôme fotografata nel 1905

Il 12 febbraio del 1896 egli sposò a Bruxelles la principessa Enrichetta del Belgio, figlia secondogenita del conte di Fiandra Filippo e della sua consorte Maria di Hohenzollern-Sigmaringen; la sposa era nipote del re Leopoldo II del Belgio e sorella maggiore del futuro re Alberto I.
Entrambi i coniugi erano pronipoti del re "borghese" Luigi Filippo di Francia e della regina Maria Amalia, nata principessa delle Due Sicilie.
La coppia condusse una vita lussuosa divisa tra le loro residenze in Belgio, Francia e Svizzera. La loro situazione mutò dopo la prima guerra mondiale, quando la loro fortuna declinò velocemente ed essi furono costretti a vendere alcune delle loro proprietà.

### Morte

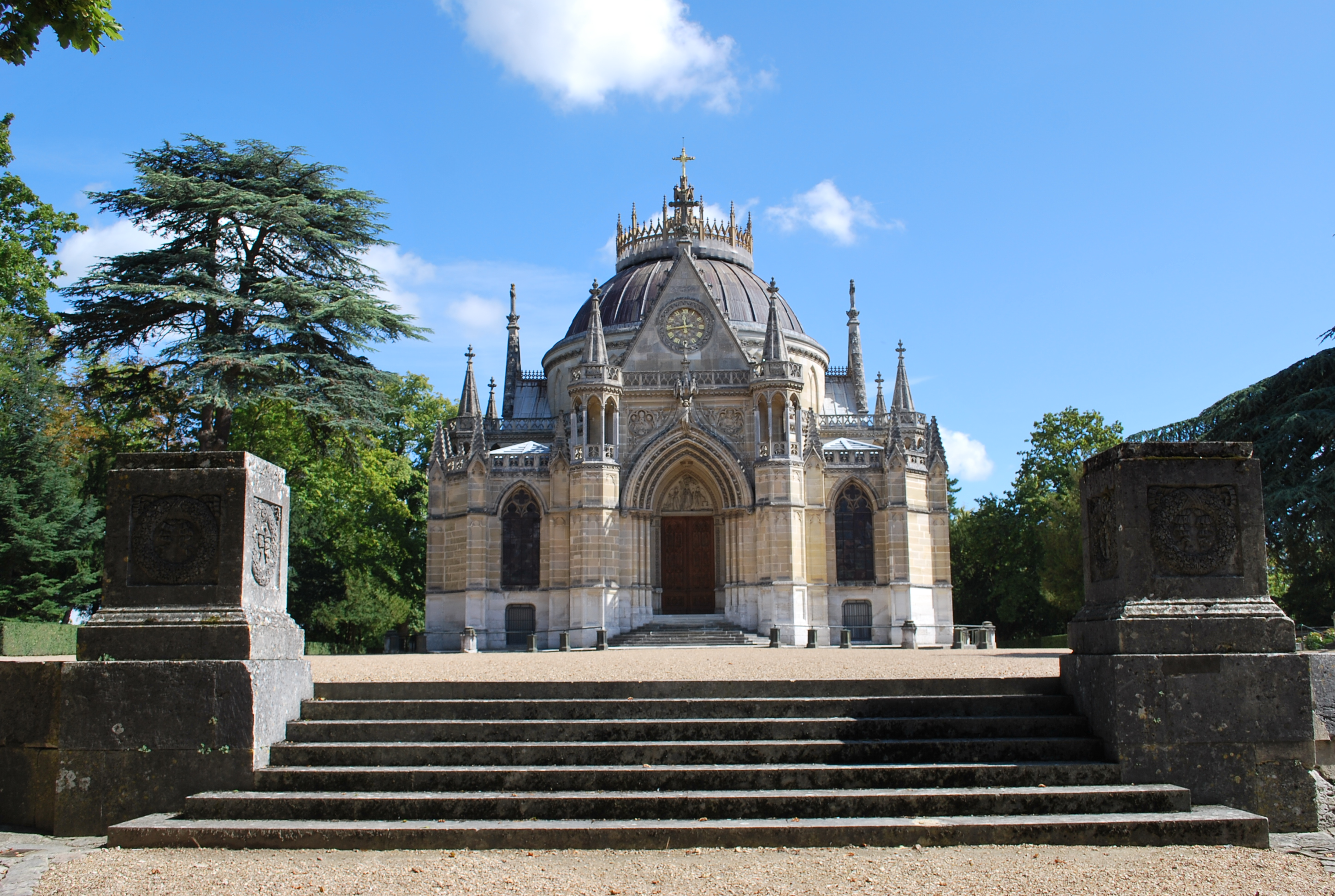
La Cappella reale della famiglia Orlèans di Dreux

Il duca Emanuele morì improvvisamente nel 1931 ed è sepolto nella Cappella reale della famiglia Orléans di Dreux.

## Curiosità
Prima di sposare la principessa belga, Emanuele d'Orléans aveva sposato segretamente nel 1891 Louise de Maillé de la Tour Landry (1873-1893), morta nel dare alla luce il figlio Filippo (1893-1955), che sposò nel 1928 Elisabeth Mirou Mah Nedjid Khamuhii.

## Discendenza
Emanuele ed Enrichetta del Belgio ebbero quattro figli:
- Maria Luisa d'Orléans, principessa di Francia, nata il 31 dicembre 1896 e morta l'8 marzo 1973, sposò nel 1916 Filippo di Borbone (1885-1949) principe delle Due Sicilie, matrimonio terminato con un divorzio nel 1925;
- Sofia d'Orléans, principessa di Francia, nata il 19 ottobre 1898 e morta il 9 ottobre 1928, nubile;
- Genoveffa d'Orléans, principessa di Francia, nata il 21 settembre 1901 e morta nel 1983, sposò il marchese Antonio di Chaponay-Morance (1893-1993);
- Carlo Filippo di Vendôme, duca di Nemours, di Vendôme e d'Alençon, nato il 4 aprile 1905 e morto il 10 marzo 1970, sposò Margherita Watson (1899-1993).

## Ascendenza
|                                                  |                        |                                                 | Genitori                                        |  |  | Nonni |  |  | Bisnonni                         |  |  | Trisnonni                          |  |
|                                                  |                        |                                                 |                                                 |  |  |       |  |  | Luigi Filippo I, re dei Francesi |  |  | Philippe (Égalité), duca d'Orléans |  |
|                                                  |                        |                                                 |                                                 |  |  |       |  |  | Luigi Filippo I, re dei Francesi |  |  | Philippe (Égalité), duca d'Orléans |  |
|                                                  |                        | Luisa Maria Adelaide di Borbone-Penthièvre      |                                                 |  |  |       |  |  | Luigi Filippo I, re dei Francesi |  |  |                                    |  |
| Luigi d'Orléans, duca di Nemours                 |                        |                                                 |                                                 |  |  |       |  |  | Luigi Filippo I, re dei Francesi |  |  |                                    |  |
|                                                  |                        | Maria Amalia di Borbone-Due Sicilie             | Ferdinando I delle Due Sicilie                  |  |  |       |  |  |                                  |  |  |                                    |  |
|                                                  |                        | Maria Amalia di Borbone-Due Sicilie             | Ferdinando I delle Due Sicilie                  |  |  |       |  |  |                                  |  |  |                                    |  |
|                                                  |                        | Maria Amalia di Borbone-Due Sicilie             | Maria Carolina d'Austria                        |  |  |       |  |  |                                  |  |  |                                    |  |
| Ferdinando d'Orléans, duca d'Alençon             |                        | Maria Amalia di Borbone-Due Sicilie             |                                                 |  |  |       |  |  |                                  |  |  |                                    |  |
|                                                  |                        | principe Ferdinando di Sassonia-Coburgo e Gotha | Francesco, duca di Sassonia-Coburgo-Saalfeld    |  |  |       |  |  |                                  |  |  |                                    |  |
|                                                  |                        | principe Ferdinando di Sassonia-Coburgo e Gotha | Francesco, duca di Sassonia-Coburgo-Saalfeld    |  |  |       |  |  |                                  |  |  |                                    |  |
|                                                  |                        | principe Ferdinando di Sassonia-Coburgo e Gotha | contessa Augusta di Reuss-Ebersdorf             |  |  |       |  |  |                                  |  |  |                                    |  |
| principessa Vittoria di Sassonia-Coburgo e Gotha |                        | principe Ferdinando di Sassonia-Coburgo e Gotha |                                                 |  |  |       |  |  |                                  |  |  |                                    |  |
|                                                  |                        | Maria Antonia di Koháry                         | conte Ferencz József Koháry de Csábrág          |  |  |       |  |  |                                  |  |  |                                    |  |
|                                                  |                        | Maria Antonia di Koháry                         | conte Ferencz József Koháry de Csábrág          |  |  |       |  |  |                                  |  |  |                                    |  |
|                                                  |                        | Maria Antonia di Koháry                         | contessa Maria Antonia von Waldstein-Wartenberg |  |  |       |  |  |                                  |  |  |                                    |  |
| Emanuele d'Orléans, duca di Vendôme              |                        | Maria Antonia di Koháry                         |                                                 |  |  |       |  |  |                                  |  |  |                                    |  |
|                                                  | Pio Augusto in Baviera | Guglielmo in Baviera                            |                                                 |  |  |       |  |  |                                  |  |  |                                    |  |
|                                                  | Pio Augusto in Baviera | Guglielmo in Baviera                            |                                                 |  |  |       |  |  |                                  |  |  |                                    |  |
|                                                  | Pio Augusto in Baviera | Maria Anna di Zweibrücken-Birkenfeld            |                                                 |  |  |       |  |  |                                  |  |  |                                    |  |
| Massimiliano Giuseppe in Baviera                 | Pio Augusto in Baviera |                                                 |                                                 |  |  |       |  |  |                                  |  |  |                                    |  |
|                                                  |                        | Amalia Luisa di Arenberg                        | Louis-Marie, Duca di Arenberg                   |  |  |       |  |  |                                  |  |  |                                    |  |
|                                                  |                        | Amalia Luisa di Arenberg                        | Louis-Marie, Duca di Arenberg                   |  |  |       |  |  |                                  |  |  |                                    |  |
|                                                  |                        | Amalia Luisa di Arenberg                        | Marie Adélaïde Julie de Mailly                  |  |  |       |  |  |                                  |  |  |                                    |  |
| Duchessa Sofia Carlotta di Baviera               |                        | Amalia Luisa di Arenberg                        |                                                 |  |  |       |  |  |                                  |  |  |                                    |  |
|                                                  |                        | Massimiliano I Giuseppe di Baviera              | Federico Michele di Zweibrücken-Birkenfeld      |  |  |       |  |  |                                  |  |  |                                    |  |
|                                                  |                        | Massimiliano I Giuseppe di Baviera              | Federico Michele di Zweibrücken-Birkenfeld      |  |  |       |  |  |                                  |  |  |                                    |  |
|                                                  |                        | Massimiliano I Giuseppe di Baviera              | Maria Francesca del Palatinato-Sulzbach         |  |  |       |  |  |                                  |  |  |                                    |  |
| Ludovica di Baviera                              |                        | Massimiliano I Giuseppe di Baviera              |                                                 |  |  |       |  |  |                                  |  |  |                                    |  |
|                                                  |                        | Carolina di Baden                               | Carlo Luigi di Baden                            |  |  |       |  |  |                                  |  |  |                                    |  |
|                                                  |                        | Carolina di Baden                               | Carlo Luigi di Baden                            |  |  |       |  |  |                                  |  |  |                                    |  |
|                                                  |                        | Carolina di Baden                               | Amalia d'Assia-Darmstadt                        |  |  |       |  |  |                                  |  |  |                                    |  |
|                                                  |                        | Carolina di Baden                               |                                                 |  |  |       |  |  |                                  |  |  |                                    |  |